# Cárano de Macedonia
Cárano (808 a. C. -778 a. C.) fue el primer rey del Reino de Macedonia. Estableció su primer reino en Egas (actualmente, Vergina). Según el mito griego, Cárano era uno de los hijos del rey Témeno. Témeno, Cresfontes y Aristodemo eran los tres líderes de los dorios que invadieron el Peloponeso. 
Entonces procedieron a dividir los territorios conquistados entre ellos. Cresfontes ocupó Mesenia; Aristodemo tomó Laconia; y finalmente Témeno tomó Argos. Después de la muerte del rey Témeno, los príncipes discutieron sobre quién debía ser su rey. Uno de ellos, Fedón, derrotó a sus hermanos en batalla y asumió el control como gobernador. Cárano entonces decidió encontrar otro reino para él solo, donde establecer su gobierno. 
Primero fue al Oráculo de Delfos a pedir el consejo de la Pitia, quien dijo a Cárano: “Debes encontrar tu reino allí donde los animales domésticos estén jugando". Así, Cárano y su gente fueron al norte en busca de tierras para establecer su nuevo reino. Finalmente, descubrió un verde valle, con muchas cabras jugando, y pensó que la profecía de la Pitia se había cumplido. Así, fundó una ciudad a la que nombró "Aigae" (cabras, en griego), más conocida como Egas (la actual Vergina).

## Según Marco Juniano Justino
Macedonia inicialmente se llamó Emacia, por el rey Emacio: «en la región de Peonia, que hoy es solo una parte de Macedonia, reinó Pelégono, padre de Asteropeo [...], Cárano con un gran número de griegos buscó asiento en Macedonia, obedeciendo la respuesta de un oráculo. Cuando llegó a Ematia [...], se apoderó de la ciudad de Edesa sin que sus habitantes se dieran cuenta a causa de la fuerte lluvia y la espesa niebla; y allí estableció el emplazamiento de su reino (...) Después, tras expulsar al rey Midas (pues también éste tenía una parte de Macedonia) y a
otros reyes, unió por primera vez a los habitantes de los distintos pueblos, y puso los cimientos para el engrandecimiento del naciente reino».
A Cárano le sucedió Pérdicas, y a este su hijo Argeo.

## Según Diodoro Sículo
Antes de la primera Olimpíada, Cárano reunió un ejército de argivos y del resto del Peloponeso y los condujo al territorio de Macedonia. El rey Orestes estaba en guerra con sus vecinos, los eordeos y pidieron ayuda a Cárano, prometiéndole a la mitad del Reino. El rey cumplió su promesa y Cárano tomó posesión del territorio. Reinó durante treinta años y murió a una edad avanzada. Los reyes siguientes fueron su hijo Coeno, rey durante 28 años, Tirímias, rey de 43 años y Pérdicas, rey durante 42 años.